# Miejskie Przedsiębiorstwo Komunikacyjne w Wałbrzychu
Miejskie Przedsiębiorstwo Komunikacji Sp. z o.o. – przedsiębiorstwo świadczące w latach 2001–2012 usługi transportowe na rzecz miasta Wałbrzycha i Szczawna-Zdroju. Powstało w 2001 roku z przekształcenia Miejskiego Zakładu Komunikacji, którego tradycje sięgały 1897 roku. 21 września 2011 roku została ogłoszona upadłość likwidacyjna spółki.

## Historia
Źródło
1 stycznia 1991 roku Wojewódzkie Przedsiębiorstwo Komunikacyjne w Wałbrzychu przestało istnieć. Jego majątek podzielono między trzy przedsiębiorstwa: Miejskie Przedsiębiorstwo Komunikacyjne Wałbrzych, Miejskie Przedsiębiorstwo Komunikacyjne Świdnica oraz Miejski Zakład Komunikacji Dzierżoniów (obecnie Sudecka Komunikacja Autobusowa Dzierżoniów sp. z o.o.). W 1997 roku MZK Wałbrzych zakupiło 31 nowych, niskopodłogowych autobusów marki Neoplan. Dnia 1 października 2001 roku Miejski Zakład Komunikacyjny zmienił status i stał się Miejskim Przedsiębiorstwem Komunikacyjnym. MPK obsługiwało w tym czasie 19 linii zwykłych, kursujących na zlecenie Zarządu Dróg i Komunikacji w Wałbrzychu, oraz 3 linie bezpłatne do centrów handlowych, a także jedną linię okresową. Poza Wałbrzychem obsługiwano także komunikację w Szczawnie-Zdroju oraz do 2006 w Boguszowie-Gorcach (linia 32). Łączna długość linii wynosiła wówczas ponad 200 km, a obsługiwany obszar – 100 km².
Dekapitalizacja taboru i wiążące się z tym straty finansowe spowodowały pogorszenie się sytuacji finansowej przedsiębiorstwa. Dnia 21 września 2011 roku ogłoszono postanowienie o upadłości likwidacyjnej spółki, a przewozy na liniach miejskich 3 grudnia 2012 powierzono Śląskiemu Konsorcjum Autobusowemu.

### Tabor
MPK w ostatnim okresie funkcjonowania posiadał 93 autobusy liniowe:
| Typ autobusu                                         | Lata produkcji                                       | Uwagi                                                                              | przewóz osób na wózkach                              | Liczba egzemplarzy |
| ---------------------------------------------------- | ---------------------------------------------------- | ---------------------------------------------------------------------------------- | ---------------------------------------------------- | ------------------ |
| Autosan M09LE                                        | 2012                                                 |                                                                                    | przewóz osób na wózkach                              | 2                  |
| Irisbus Citelis 12M                                  | 2008                                                 |                                                                                    | przewóz osób na wózkach                              | 6                  |
| Irisbus Citelis 12M CNG                              | 2006–2007                                            | Pierwsze autobusy zasilane gazem ziemnym w Wałbrzychu.                             | przewóz osób na wózkach                              | 8                  |
| Jelcz 120M CNG                                       | 2001 (2006–2008)                                     | przebudowa w latach 2006–2008 na zasilanie CNG w Mielec Diesel Gaz – silniki Tedom |                                                      | 19                 |
| Kapena Thesi City                                    | 2002                                                 |                                                                                    |                                                      | 3                  |
| Karosa B961E                                         | 2005–2006                                            |                                                                                    |                                                      | 7                  |
| Neoplan N4016                                        | 1997–1999                                            |                                                                                    | przewóz osób na wózkach                              | 23                 |
| Wszystkie pojazdy                                    | Wszystkie pojazdy                                    | Wszystkie pojazdy                                                                  | Wszystkie pojazdy                                    | 68                 |
| Udział autobusów niskopodłogowych i niskowejściowych | Udział autobusów niskopodłogowych i niskowejściowych | Udział autobusów niskopodłogowych i niskowejściowych                               | Udział autobusów niskopodłogowych i niskowejściowych | 56%                |

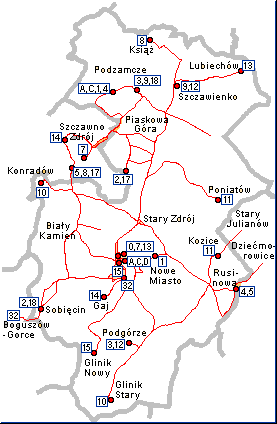
Schemat linii MPK Wałbrzych

Stan taboru w ostatnim okresie funkcjonowania firmy ukształtowany został w dużej mierze przez wymagania stawiane przez ZDiK w Wałbrzychu. W 2004 roku odbył się pierwszy przetarg na trzyletnią obsługę linii autobusowych w Wałbrzychu. Wymusił on obniżenie średniej wieku taboru do 7 lat, co zaowocowało wycofaniem wszystkich autobusów typu Jelcz M11, części Ikarusów 280 i większości Ikarusów 260 z eksploatacji na liniach objętych umową. W zamian zostały zakupione używane, trzyletnie wówczas Jelcze 120M z PKS Grodzisk Mazowiecki. Nieliczne Jelcze M11 i Ikarusy 260 woziły jeszcze pasażerów do 2008 roku na liniach supermarketowych oraz na linii 32. Pozostałe zostały sprzedane – niektóre jeżdżą do dziś, inne zostały zezłomowane.
Wymogi stawiane przez ZDiK uporządkowały dowolne dotychczas malowanie autobusów i wprowadziły jednolity schemat malowania taboru z trzema pasami – szerokim górnym żółtym i węższym dolnym zielonym, które rozdzielone były wąskim paskiem czerwonym. Takie fabryczne malowanie posiadały zakupione 1997 Neoplany. W tym też czasie zakazano naklejania reklam na przodzie oraz z boku wzdłuż kabiny kierowcy, a wszystkie autobusy wyposażono w system informacji pasażerskiej. Od 2004 roku z autobusów zniknęły charakterystyczne deski z opisem linii.
MPK posiadał również 1 autobus turystyczny marki Jelcz T120.
Jeden z wycofanych z eksploatacji autobusów Ikarus 260 został przerobiony na ruchomą galerię wystawową i do sprzedaży w sierpniu 2012 był wykorzystywany przez Muzeum Przemysłu i Techniki w Wałbrzychu. Obecnie jest w posiadaniu Mobilnego Centrum Promocji ze Szczawna Zdroju.

### Zajezdnia
MPK Wałbrzych posiadał jedną zajezdnię położoną przy ulic Ludowej 1d w dzielnicy Biały Kamień. Jest to zajezdnia wielopoziomowa z odkrytymi placami postojowymi, wyposażona m.in. w zaplecze warsztatowe, lakiernię i stację tankowania CNG. Na zajezdni znajduje się stacja diagnostyczna dla wszelkiego typu pojazdów.

### Biura
Biura MPK Wałbrzych znajdowały się w centrum miasta (Śródmieście) przy ulicy Chrobrego 2.